# التربيع الفلسطيني

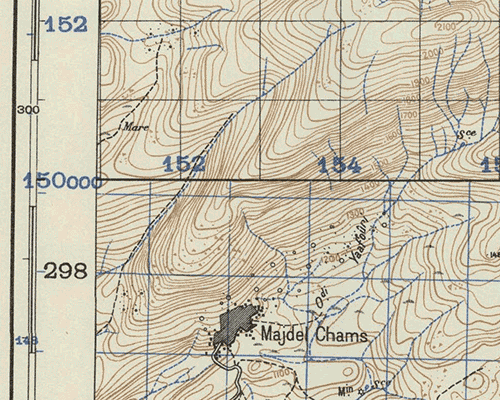
جزء من نظام الإحداثيّات العسكري في فلسطين لعام 1941، حيث يتقاطع التربيع الفلسطيني مع التربيع الشامي عند مجدل شمس بالجولان.

التربيع الفلسطيني (بالإنجليزية: Palestine grid) هو نظام إحداثيات جغرافي أُستخدم في فلسطين والأردن في فترة الانتداب البريطاني، ولا يزال يُستخدم بالمنطقة حتى اليوم في مجالات مُحددة.
تم اختيار هذا النظام من قِبَل قسم المساحة بحكومة فلسطين التابعة للانتداب، وكانت وحدة الطول المُستخدمة هي الكيلومتر، كما كان الإسقاط المُستخدم إسقاط كاسيني سولدنر. لقد تم اختيار خط الطول المركزي (خط الطول الذي لا يوجد به تشوه محلي) ليمر عبر علامة على تلّة دير مار الياس جنوب القدس. كما تم وضع الأصل الزائف (نقطة الصفر) للشبكة على بعد 100 كيلومتر إلى الجنوب والغرب من تل علي المنطار التي تطل على غزة.

## تاريخ

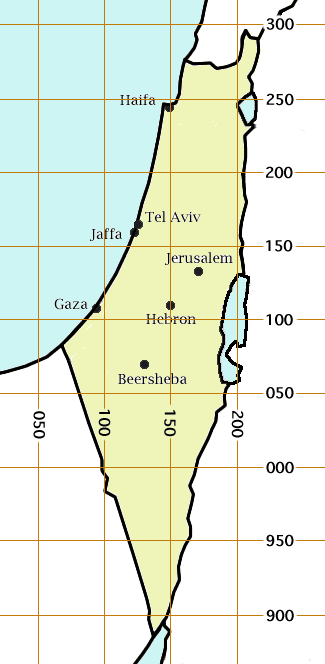
التربيع الفلسطيني.

تم البدء باستخدام التربيع الفلسطيني عام 1923، وقد غطى معظم فلسطين وشرق الأردن، إلاّ انه لم يكن هناك نيّة لرسم خرائط المناطق الجنوبيّة من صحراء النقب في الوقت الذي أُنشئ فيه هذا النظام، لكن هذا لم يظل صحيحًا. والحقيقة أن تلك المناطق الجنوبيّة لها توجّه سلبي نحو الشرق والشمال، إذ ممكن أن تكون مصدرًا للخطأ في القراءات، وهذا ما تم حلّه بإضافة 1000 إلى الإحداثيّات الشماليّة في هذه الحالة. وقد تمت إضافة 1000 إلى إحداثيّات الشمال والجنوب من جميع المواقع لبعض الأغراض العسكريّة، بحيث تراوحت بعد ذلك بشكل موحّد من حوالي 900 إلى حوالي 1300.
لقد تم وضع نظام إحداثيّات عسكري في فلسطين في الحرب العالميّة الثانيّة وتحديدًا عام 1941، وهو مشابه لنظام التربيع الفلسطيني لكنه استخدم إسقاط مستعرض ميركاتور، حيث كان الاختلاف بين الإسقاطين عدة أمتار فقط. لقد تمّت إضافة بعض التحسينات إلى هذا النظام لاحقًا ليتحوّل إسقاطه من كاسيني إلى مستعرض ميركاتور، وليصبح إسمه «نظام الحزام الفلسطيني» (Palestine Belt)، إلاّ أنه احتوى على بعض التشوّهات كلما اتجه شرقًا.
ظل هذا النظام مُستخدم حتى بعد تأسيس إسرائيل على أرض فلسطين التاريخيّة عام 1948، إلاّ أن السلطات الإسرائيليّة أطلقت عليه اسم نظام كاسيني سولدنر الإسرائيلي (ICS) أو «نظام الإحداثيّات الإسرائيلي القديم» لاحقًا، والذي اُستبدل بنظام جديد عام 1994 أُطلق عليه نظام تربيع ميركاتور الإسرائيلي المستعرض (ITM). من جهة أخرى، تم مناقشة وضع نظام إحداثيّات وطني فلسطيني جديد للضفّة الغربيّة وقطاع غزة في عام 2010 أُطلق عليه نظام التربيع الفلسطيني 2010 (PG10) ليحل محل النظام القديم وليكون أكثر دقة في تحديد المواقع. كما قام المركز الجغرافي الملكي الأردني باستحداث نظام خاص بالأردن أطلق عليه نظام تربيع ميركاتور الأردني المستعرض (JTM)، وهو من أحدث الشبكات وأدقها في العالم. بالرغم من هذا، لا يزال نظام الإحداثيّات الفلسطيني يُستخدم بالمنطقة في تحديد المواقع التاريخيّة والأثريّة.

## تحديد المواقع
كانت الطريقة الأساسيّة لتحديد المواقع في نظام الإحداثيّات الفلسطيني هي كتابة إحداثيّات شرق-غرب متبوعة بإحداثيّات شمال جنوب باستخدام ثلاثة خانات. حيث كان تحديد الموقع ضمن نطاق كيلومتر، وفي حال طُلب تحديد الموقع ضمن 100 متر يتم إضافة خانة إضافيّة. ولقد كان الكثير من الجغرافيين والكتّاب يقومون بإضافة علامات ترقيم فاصلة بين رقميّ الإحداثيّات، مثل 132-172 أو 172/132.

## وصلات خارجية
- التربيع الفلسطيني: تكوين أنظمة إحداثيات غير قياسية (بالإنجليزية)